# Thienemannimyia zousfana
Thienemannimyia zousfana är en tvåvingeart som beskrevs av Herndon Glenn Dowling, Jr. 1987. Thienemannimyia zousfana ingår i släktet Thienemannimyia och familjen fjädermyggor.
Artens utbredningsområde är Algeriet. Inga underarter finns listade i Catalogue of Life.